# Power F1
Power F1 – gra komputerowa o tematyce Formuły 1, stworzona i wydana w 1997 przez firmę Eidos Interactive.

## Rozgrywka
Power F1 odwzorowuje sezon 1995 Formuły 1, co oznacza, że zawiera wszystkich kierowców, zespoły oraz eliminacje tamtego sezonu. Przy rozwoju gry producentom pomagali inżynierowie McLarena.
Gracz mógł wybrać jedną z wielu kamer dostępnych w grze. Grafika była stosunkowo szczegółowa. Power F1 było pierwszą grą o tematyce Formuły 1, w której samochód mógł wylądować do góry kołami. W trakcie wyścigu mogły zmieniać się warunki pogodowe.
Dodatkowo istniała możliwość włączenia ułatwień, tj. asystenta hamowania oraz skręcania.
W przeciwieństwie do największego konkurenta tamtego okresu, Grand Prix 2, Power F1 nie jest typową symulacją, zawierając w sobie raczej elementy zręcznościowe; w grze występował między innymi uproszczony system sterowania, niezawierający nadsterowności i podsterowności.
Gra oferowała tryb gry wieloosobowej (zarówno split screen, jak i przez LAN).

## Odbiór gry
Gra była chwalona za dobrą oprawę graficzną – w tym wierne odwzorowanie torów wyścigowych czy różne kamery, dźwięk oraz opcję gry wieloosobowej. Wskazywano jednak, że wadą gry jest fakt, iż nie jest ona typową symulacją, przez co brak w niej odpowiedniego „wyczucia” i ustępuje znacznie pod tym względem Grand Prix 2.